# Live~Legend 1999 & 1997 Apocalypse
Live~Legend 1999 & 1997 Apocalypse (LIVE〜LEGEND 1999＆1997 APOCALYPSE), estilizado como LIVE~LEGEND 1999&1997 APOCALYPSE, é o segundo álbum de vídeo lançado pelo grupo japonês de kawaii metal Babymetal.

## Conteúdo
O álbum é composto por dois concertos one-man live (one-man live é um termo wasei-eigo que indica um concerto realizado por um artista, isto é, sem ato de abertura) realizados pelo grupo nos dias 30 de junho de 2013 no NHK Hall (Legend "1999" Yuimetal & Moametal Seitansai) e 21 de dezembro de 2013 no Makuhari Messe Event Hall (Legend "1997" Su-metal Seitansai).

## Lançamento e recepção
O álbum foi lançado em duas edições; em 29 de outubro de 2014 em DVD, contando com dois discos, e BD. No dia de seu lançamento, ambas as edições estrearam na 4a posição nas paradas diárias da Oricon em seu respectivo formato.
Além das edições regulares em DVD e BD, o álbum foi lançado em dois boxes limitados para os membros do Babymetal Apocalypse Web, intitulados Babymetal Apocalypse Limited Box, contendo itens especiais e limitados.

## Faixas
| Legend "1999" Yuimetal & Moametal Seitansai 2013/06/30 at NHK Hall | |         |  |
| N.º                                                                | Título | Duração |  |
| 1.                                                                 | "Babymetal Death" (BABYMETAL DEATH)                                                                        |         |  |
| 2.                                                                 | "Iine!" (いいね！)                                                                                         |         |  |
| 3.                                                                 | "Kimi to Anime ga Mitai~Answer for Animation With You" (君とアニメが見たい〜Answer for Animation With You) |         |  |
| 4.                                                                 | "Uki Uki Midnight" (ウ・キ・ウ・キ★ミッドナイト)                                                           |         |  |
| 5.                                                                 | "Chokotto Love -Big Time Changes ver.-" (ちょこっとLOVE; cover de Petitmoni; solo de Yuimetal)             |         |  |
| 6.                                                                 | "Love Machine -From Hell With Love ver.-" (LOVEマシーン; cover de Morning Musume; solo de Moametal)        |         |  |
| 7.                                                                 | "Onedari Daisakusen" (おねだり大作戦)                                                                      |         |  |
| 8.                                                                 | "No Rain, No Rainbow" (NO RAIN, NO RAINBOW)                                                                |         |  |
| 9.                                                                 | "Catch Me If You Can" (Catch me if you can)                                                                |         |  |
| 10.                                                                | "Doki Doki Morning" (ド・キ・ド・キ☆モーニング)                                                            |         |  |
| 11.                                                                | "Megitsune" (メギツネ)                                                                                     |         |  |
| 12.                                                                | "Ijime, Dame, Zettai" (イジメ、ダメ、ゼッタイ)                                                             |         |  |
| 13.                                                                | "Akatsuki" (紅月-アカツキ-)                                                                                |         |  |
| 14.                                                                | "Head Bangya!!" (ヘドバンギャー！！)                                                                       |         |  |
| Duração total:                                                     | Duração total:                                                                                             | 75:00   |  |

| Legend "1997" Su-metal Seitansai 2013/12/21 at Makuhari Messe Event Hall | |         |  |
| N.º                                                                      | Título | Duração |  |
| 1.                                                                       | "Head Bangya!! -Night of 15 mix-" (ヘドバンギャー！！ -Night of 15 mix-)                                                        |         |  |
| 2.                                                                       | "Doki Doki Morning" (ド・キ・ド・キ☆モーニング)                                                                                 |         |  |
| 3.                                                                       | "Iine!" (いいね！) |         |  |
| 4.                                                                       | "Tamashii no Refrain -Return to Myself ver.-" (魂のルフラン -Return to Myself ver.-; Cover de Yoko Takahashi; solo de Su-metal) |         |  |
| 5.                                                                       | "Uki Uki Midnight" (ウ・キ・ウ・キ★ミッドナイト)                                                                                |         |  |
| 6.                                                                       | "Gimme Chocolate!!" (ギミチョコ！！)                                                                                            |         |  |
| 7.                                                                       | "Kimi to Anime ga Mitai~Answer for Animation With You" (君とアニメが見たい〜Answer for Animation With You)                      |         |  |
| 8.                                                                       | "Megitsune" (メギツネ) |         |  |
| 9.                                                                       | "Ijime, Dame, Zettai" (イジメ、ダメ、ゼッタイ)                                                                                  |         |  |
| 10.                                                                      | "Onedari Daisakusen" (おねだり大作戦)                                                                                           |         |  |
| 11.                                                                      | "Catch Me If You Can" (Catch me if you can)                                                                                     |         |  |
| 12.                                                                      | "Head Bangya!!" (ヘドバンギャー！！)                                                                                            |         |  |
| 13.                                                                      | "Akatsuki (Unfinished ver.)" (紅月-アカツキ-（Unfinished ver.）)                                                                |         |  |
| 14.                                                                      | "Babymetal Death" (BABYMETAL DEATH)                                                                                             |         |  |
| Duração total:                                                           | Duração total: | 82:00   |  |

## Desempenho nas paradas musicais
| Parada (2014)                         | Melhor posição |
| DVD                                   | DVD            |
| ------------------------------------- | -------------- |
| Japão (Oricon Daily DVD Sogo)         | 4              |
| Japão (Oricon Shukan DVD Sogo)        | 8              |
| Japão (Tower Records Zenten Sogo DVD) | 1              |
| Blu-ray                               |                |
| Japão (Oricon Daily Blu-ray Sogo)     | 4              |
| Japão (Oricon Shukan Blu-ray Sogo)    | 4              |

### Precessão e sucessão
| Gráficos de sucessão                                          | Gráficos de sucessão                                                                    | Gráficos de sucessão                                         |
| ------------------------------------------------------------- | --------------------------------------------------------------------------------------- | ------------------------------------------------------------ |
| Precedido por KinKi Kids Concert 2013-2014 "L" por KinKi Kids | Álbuns número um na Tower Records Zenten Sogo DVD 27 de outubro - 2 de novembro de 2014 | Sucedido por L.A Forum - Live In 1975 por The Rolling Stones |

## Histórico de lançamento
| Região | Data de lançamento    | Formato | Gravadora |
| ------ | --------------------- | ------- | --------- |
| Japão  | 29 de outubro de 2014 | DVD     | BMD Fox   |
| Japão  | 29 de outubro de 2014 | BD      | BMD Fox   |